# Бурното море
Бурното море или Вълната (на френски: La mer orageuse или La vague) е поредица картини на френския художник Гюстав Курбе. Пейзажите биват нарисувани през 1869 и 1870 г. и сюжетът е вълни, разбиващи се в брега. Картините са с различни размери – например 46 × 55 cm и 117 × 165 cm. Курбе е вдъхновен да използва една единична вълна за мотив от японски цветни гравюри, които са широкодостъпни в Париж през 1860-те. 
През лятото на 1869 г. Курбе живее в Етрета, департамент Сен Маритим – малък нормандски град където Йожен Дьолакроа, Йожен Буден и Йохан Йонкинд вече са рисували морски пейзажи. Варовичните скали, леката светлина, заедно със стихийните бури и спокойствието на вълните в този регион на променливо време, предоставят на Курбе нови сюжети. 
Художникът представя интензивен поглед над бушуващото се море – измъчено и обезпокояващо – с цялата дива сила на природата в действие. Курбе рисува картината, поставяйки боя върху платно с кухненски нож. Успява да създаде впечатлението за вечност. Композицията е от три хоризонтални групи: брегът, където се намират две рибарски лодки; вълните, нарисувани с тъмно зелени цветове, подчертани с бялото на пяната; и мрачното небе. 
В списание Gil Blas на 28 септември 1886 г. Ги дьо Мопасан описва посещението, което прави при Курбе по време на престоя на Курбе в Етрета: „В огромна, празна стая, дебел, мръсен, мазен мъж пляскаше бяла боя върху черно платно с кухненски нож. От време на време той би притиснал лицето си към прозореца и би гледал навън към бурята. Морето идваше толкова близо, че изглеждаше, че то ще побие къщата и напълно ще я обгърне с пяната и рева си. Солената вода биеше по рамките на прозорците като градушка и се стичаше по стените. На рамката на камината му стоеше бутилка сайдер до полупълна чаша. От време на време Курбе отпиваше няколко глътки и се връщаше към работата си. Тази работа се превърна във „Вълната“ и породи доста голяма сензация из света“. 

## Галерия
- „Вълната“ от Бруклинския музей в Ню Йорк (1869 г., 65,4 × 88,7 cm)
- „Вълната“ от Далаския музей на изкуството (1869 – 1970 г., 55,88 × 91,44 cm)
- „Вълната“ от берлинската Стара национална галерия (ок. 1869 г., 144 × 112 cm)
- „Вълната“ от музея „Оскар Райнхарт“ във Винтертур